# Oso de paja

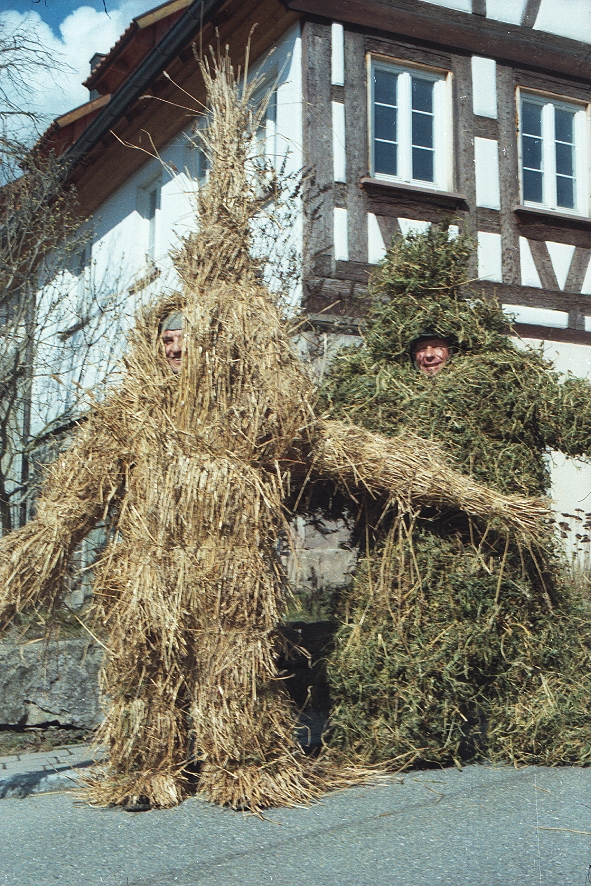
Osos de trigo y paja de guisante, Empfingen, Baden-Württemberg

El oso de paja es un personaje tradicional que aparece en Alemania, Suiza y Austria durante los desfiles de carnaval o en festivales relacionados con Candelaria o Nochebuena.
Las personas que participan se visten con trajes hechos de paja, o son envueltos en paja, imitando a los osos. La paja usada puede ser de trigo, centeno, avena, espelta o guisante; ramas y material artificial también es usado para los trajes. Los osos puede ser relativamente realista en apariencia con detalles tipo
máscaras, o tocados totalmente redondeandos, o pueden ser más abstractos, con las cabezas estrechas.

## Historia
Los osos de paja pudieron derivar de la figura del carnaval medieval el hombre salvaje. Ellos también fueron en principios personificaciones del invierno, y su apariencia a finales de invierno o principios de este fue visto como un ritual por la comunidad. 
Otros piensan que solo estaban destinados a representar osos bailando que solían ser tomados de lugar en lugar para entretenimiento.
Los osos eran originalmente acompañados por grupos de asistentes y músicos y visitaban casas, mendigando de puerta en puerta. Una de las referencias más conocidas es de Wurmlingen en 1852. En la mayoría de los casos fueron recompensados con regalos de huevos, manteca y harina (puede tener algún significado que estos tres artículos fueran de color blanco), o fasnetsküchle (buñuelos de carnaval), o dinero. Al final del día el grupo compartiría o consumía sus regalos en una taberna. Esta costumbre ya no se practica; la mayoría de los osos ahora aparecen como parte de las procesiones del carnaval, aunque hay algunos que aún permanecen independientes en su propio carnaval.
Los osos de paja aparecen particularmente en comunidades agrícolas. Aunque la tradición ya no está extendida como antes, los osos de paja aún se pueden encontrar en: Baden-Württemberg, Hesse (particularmente el Vogelsberg), Baja Sajonia, Baviera, el Hunsrück y Eifel áreas de Renania-Palatinado, y Turingia.
Hoy en día se asocia particularmente con el "Carnaval Swabian-Alemannic" o Fastnacht en el sureste de Alemania en medio del río Neckar y el lago Constanza de Baden-Württemberg.  Anteriormente también había osos de paja en Pomerania, Renania y Alemania Occidental. En algunos lugares los personajes de paja envuelta no pretenden representar a los osos y se le conoce simplemente como hombres de paja. 
La caída de la popularidad de los personajes de paja en el carnaval se debe en gran parte a la dificultad de obtener la paja de duración y la calidad adecuada. Agricultores modernos generalmente prefieren cultivar con paja más corta, o usar aerosoles químicos para hacer la paja más pequeña de modo que sus cultivos sean menos propensos a daños por tormentas. Los materiales artificiales han remplazado la paja en pocos lugares. En otros lugares, como Hirschauer, donde el Äschadreppler está vestida tradicionalmente en paja de guisantes, los cultivos están siendo especialmente plantados para garantizar el suministro de paja apropiado para el vestuario.
Modernos trajes de osos de paja se pueden mantener de año en año, antiguamente se queman con frecuencia al final del día en que se utilizan. Esto todavía sucede en algunos lugares.

## Trajes similares en otros países
- Strohschab, cucarachas de paja aparecen entre finales de noviembre y 5 de diciembre en el "Desfile San Nicolás"en Oberndorf, Kainisch, Krungl, Bad Mitterndorf y Tauplitz, Austria.[4][5]

- Procesiones Shrovetide, Bohemia. En la ciudad de Hlinsko, en República Checa, y seis pueblos cercanos incluyendo, Blatno, Studnice y Vortová, en la región oriental de Hlinecko Bohemia, hombres y niños vestidos con trajes coloridos que representan personajes tradicionales pasan un día entero yendo de puerta en puerta, acompañados por una banda de música, visitando todos los hogares de la comunidad. Algunos de los personajes son de hombres de paja, vestidos con trajes hechos de paja de arroz, con las caras ennegrecidas y altos sombreros de paja; ellos ruedan en el suelo, y abrazan las mujeres, que se dice confiere la fertilidad. Las amas de casa reúnen paja de las faldas de los hombres de paja y lo llevan a casa para alimentar a sus aves de corral. Una danza ritual se realiza delante de cada casa, para asegurar la riqueza para la familia y una buena cosecha. Al final del día, los hombres realizan un ritual llamado "Matar al Mare"; el Mare, un caballo de la afición, es "matado" por sus supuestos pecados. Es entonces " trajído de vuelta a la vida" (con alcohol) y ejecuta una danza, con la participación de los espectadores. Esta costumbre ha sobrevivido a pesar de estar prohibido en los siglos 18 y 19 por la Iglesia católica y en el 20 por el gobierno Socialista. Ahora se ha reconocido por UNESCO como un elemento de la humanidad Patrimonio Cultural Inmaterial.[6]

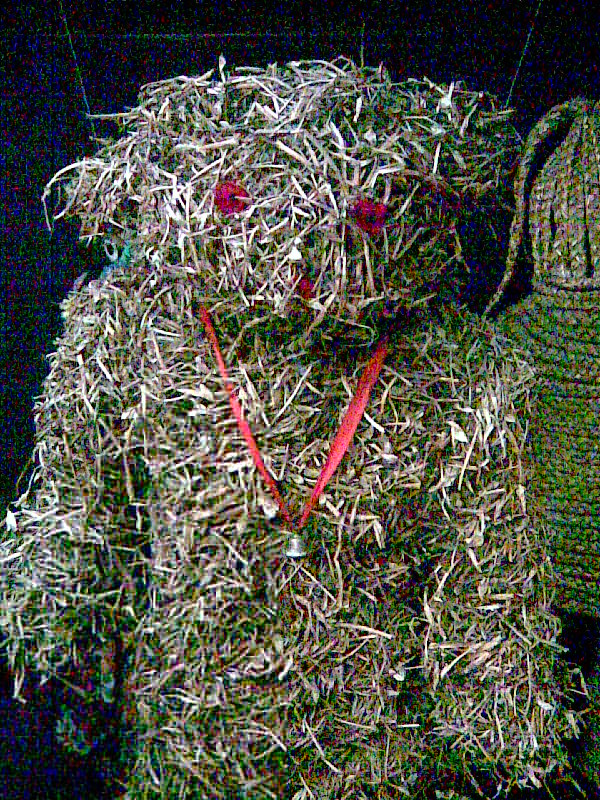
Shrovetide oso de paja polaco en el museo Warsaw Ethnographic Museum

- Niedźwiedź zapustny, Polonia. Los osos de paja de carnaval también eran conocidos en Polonia.

### La rama dorada
- En "La rama dorada", James George Frazer describió ejemplos de retratos de paja que se realizan a finales del invierno o principios de la primavera, sobre todo en cuaresma, para representar el carnaval, la muerte, o el invierno, donde se visten y desfilan antes de ser quemadas o destruidas por otros medios. La mayoría de los ejemplos son animados, pero unos pocos involucran personas vestidas de paja.
  - En el Erzgebirge se observa lo siguiente cada año en el carnaval sobre el comienzo del siglo XVII. Dos hombres disfrazados de Hombres salvajes, de matorral y musgo, el otro de paja, fueron conducidos por las calles, y por fin llevados a la plaza del mercado, donde fueron perseguidos de arriba y abajo, baleados y apuñalados. Antes de caer se tambalearon con gestos extraños y lanzaron sangre en las personas de cámaras de sangre que llevaban. Cuando estaban abajo, los cazadores los colocaron en las orillas y los llevaron a la casa, los mineros que marchaban junto a ellos con sinuosas explosiones de sus herramientas de minería resonaban como si hubieran tomado un noble cabeza del juego. Una costumbre muy similar de Shrovetide todavía se observa cerca de Schluckenau en Bohemia. Un hombre vestido como un hombre salvaje es perseguido por varias calles hasta que llega a un camino estrecho a través del cual una cuerda se estira. Se tropieza con el cable y, cayendo al suelo, es sorprendido y atrapado por sus perseguidores. El verdugo corre arriba y apuñala con la espada una vejiga llena de sangre que el hombre salvaje lleva alrededor de su cuerpo; por lo que el hombre salvaje muere, mientras que un chorro de sangre enrojece el suelo. Al día siguiente, un hombre de paja, compuesto para parecerse al hombre salvaje, se coloca en una litera, y, es acompañado por una gran multitud, se avienta a una piscina por el verdugo. La ceremonia se llama "enterrando el Carnaval".[7]
  - …en la región del Medio Rhine, un representante del verano vestido de hiedra combate a un representante de invierno vestido con paja o musgo y finalmente obtiene una victoria sobre él. El enemigo vencido se tira al suelo y es despojado de su envoltura de paja, que es despedazada y esparcida al alrededor, mientras que los compañeros de juventud de los dos campeones cantar una canción para conmemorar la derrota del invierno por el verano.[8]
  - En Goepfritz de Baja Austria, dos hombres que personificaban al verano e invierno solían ir de casa en casa el martes de Carnaval, y por todas partes se les daba la bienvenida a los niños con un gran deleite. El representante del verano estaba vestido de blanco y llevaba una hoz; su compañero, quien interpretó el papel de Invierno, tenía una gorra de piel en la cabeza, los brazos y las piernas estaban envueltas en paja, y llevaba un látigo. En cada casa cantaban versos alternativamente.[8]
  - En el distrito de Aquisgrán en el Miércoles de Ceniza, se acostumbra que un hombre es encerrado en los guisantes de paja y llevado a un lugar designado. Aquí se le despoja con disimulo de su carcasa de paja, que luego es quemada, haciendo pensar a los niños que es el hombre el que está siendo quemado.[9]